# Ņ
Ņ (kleingeschrieben ņ) ist ein Buchstabe des lateinischen Schriftsystems. Typografisch kann er als N mit Cedille oder als N mit darunter gesetzten Komma erscheinen. 
Es ist der 22. Buchstabe des lettischen Alphabets und steht für den stimmhaften palatalen Nasal (IPA: ɲ). In der Lettischen Sprache wird die Darstellung mit darunter gesetztem Komma vorgezogen. 

## Darstellung auf dem Computer
Unicode enthält das Ņ an den Codepunkten U+0145 (Großbuchstabe) und U+0146 (Kleinbuchstabe). In ISO 8859-4 belegt das Zeichen die Positionen 0xD1 (Großbuchstabe) und 0xF1 (Kleinbuchstabe).
Mit der deutschen Standard-Tastaturbelegung E1 und deren Vorgängerfassung T2 wird Ņ/ņ mit der Tastenfolge Alt Gr+j (für die Cedille) gefolgt von N/n eingegeben, oder auch mit der Tastenfolge Alt Gr+k (für das Unterkomma) gefolgt von N/n. Somit führt sowohl die für Benutzer mit Kenntnis der Zeichenfunktion als auch die für an der Zeichengestalt orientierten Benutzer naheliegende Tastenfolge gleichermaßen zu dem beabsichtigten Ergebnis.